# Lauri Õunapuu
Lauri "Varulven" Õunapuu, född 1976, är en estnisk multiinstrumentalist som spelar en mängd olika instrument såsom gitarr, säckpipa, talharpa, stråkharpa, flöjt, kantele och mungiga. Han började sin musikerbana i folk/black metal-bandet Messier 1998 under namnet "Lauri". Med bandet spelade han samma år in en demokassett, Rõõmurikkuja, där han spelar gitarr, mandolin, flöjt och mungiga. Sedan 2000 spelar Õunapuu i folk metal-bandet Metsatöll tillsammans med sångaren, gitarristen och grundaren Markus Teeäär, basisten Raivo Piirsalu och sedan slutet av 2017 även trummisen Tõnis Noevere. Med Metsatöll har "Varulven" spelat in sex fullängdsalbum och ett antal EP, livealbum och split-/samlingsalbum.

## Multimusikern
Lauri "Varulven" Õunapuu spelar bland annat... 

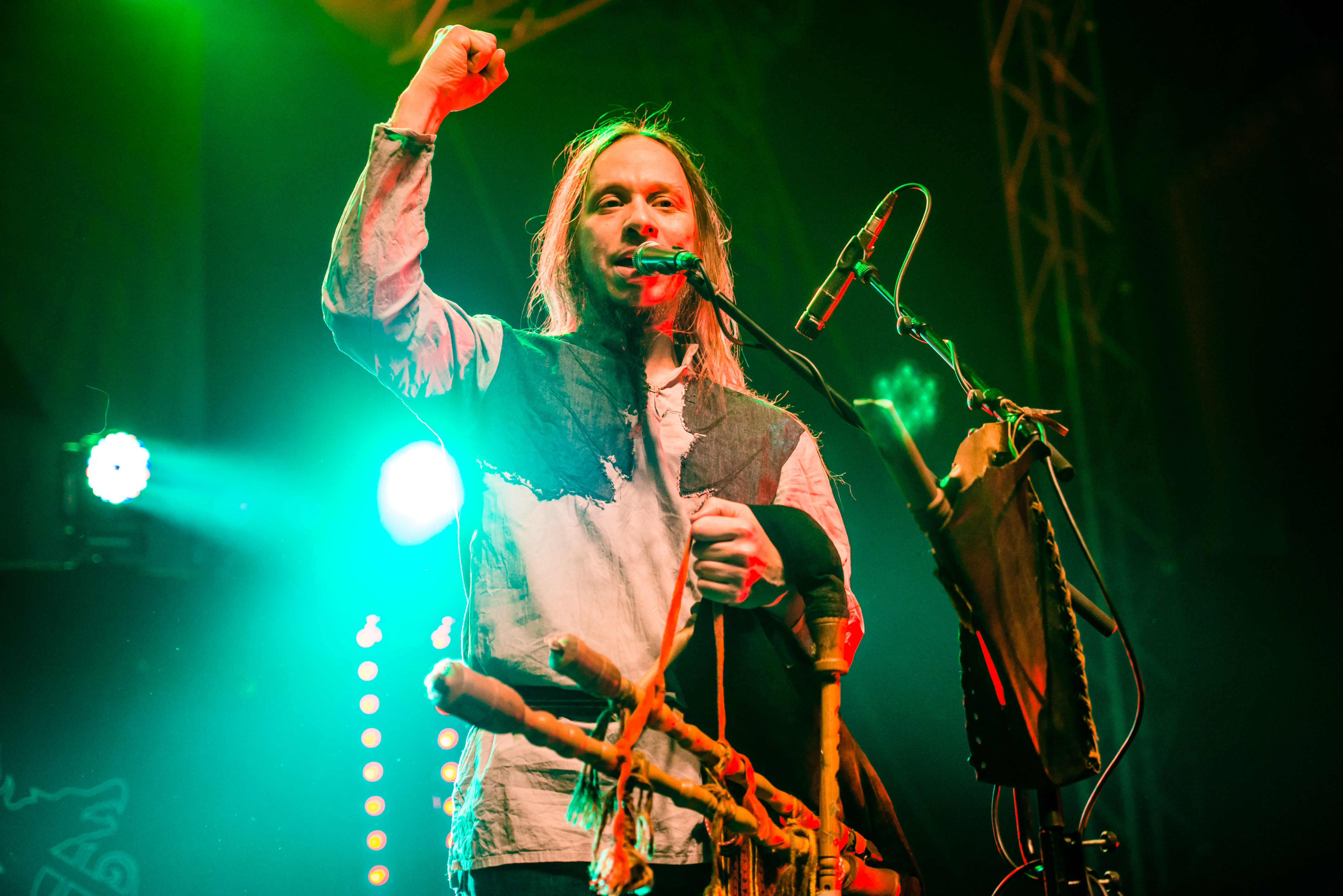
...säckpipa
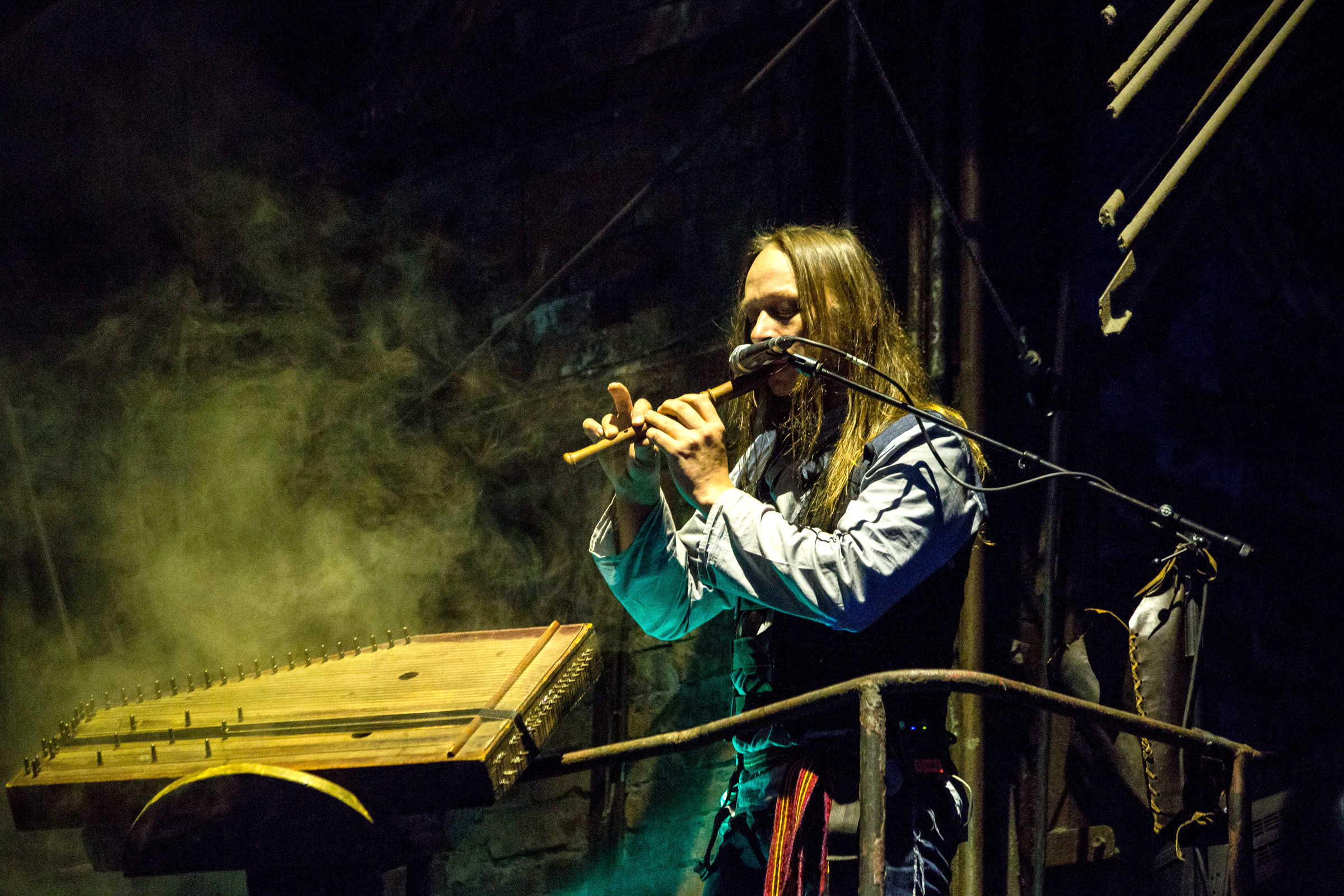
...flöjt
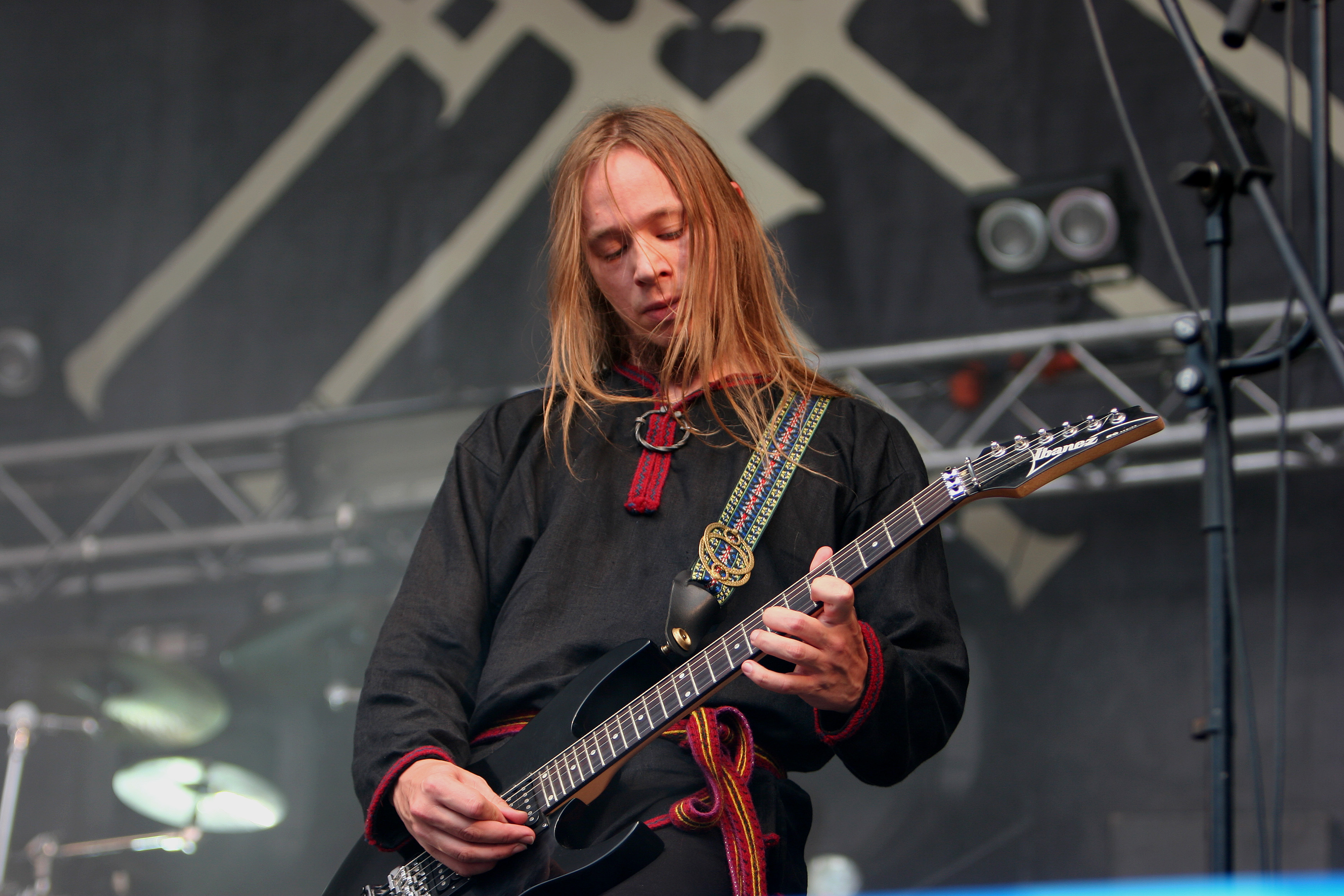
...gitarr
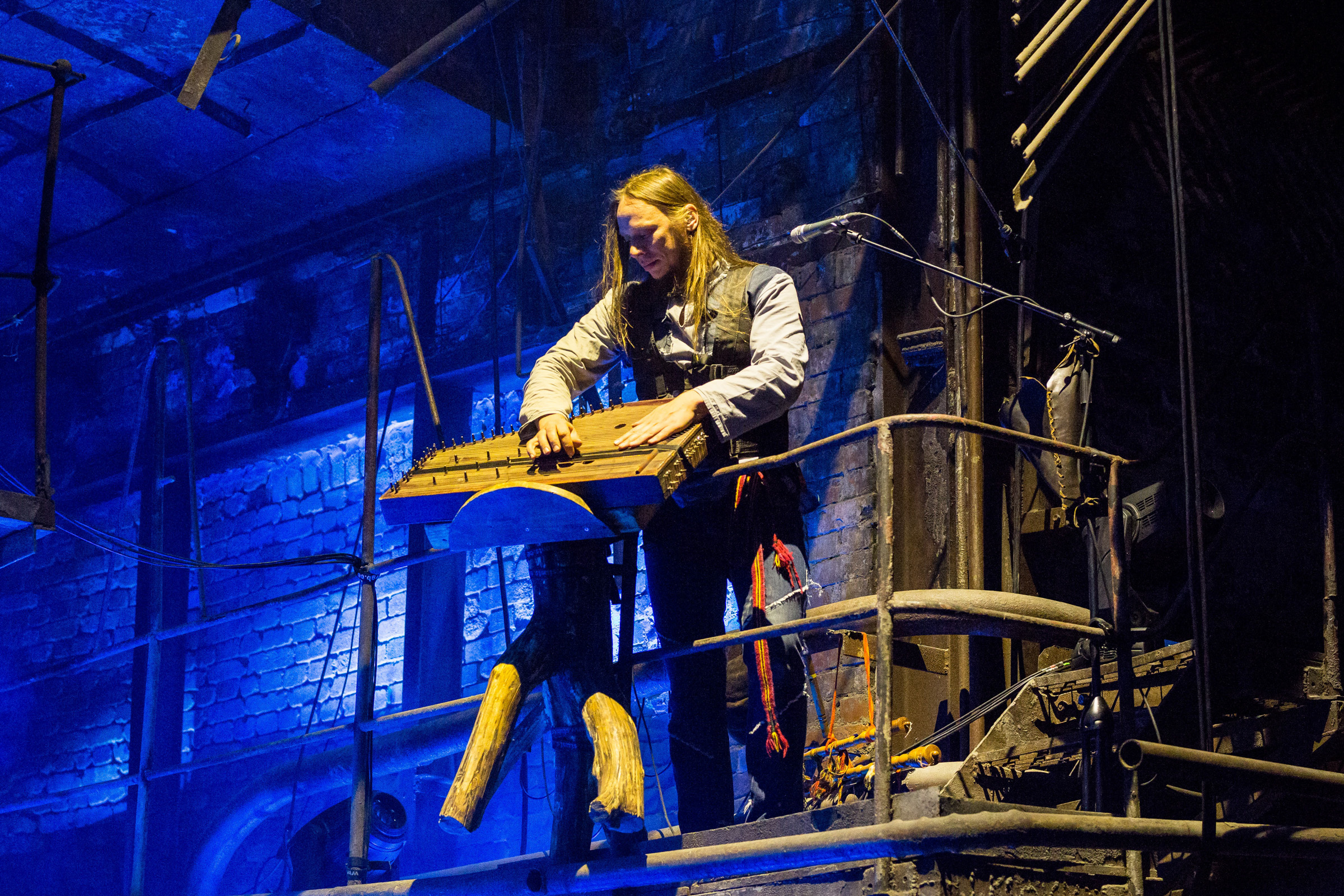
...kantele
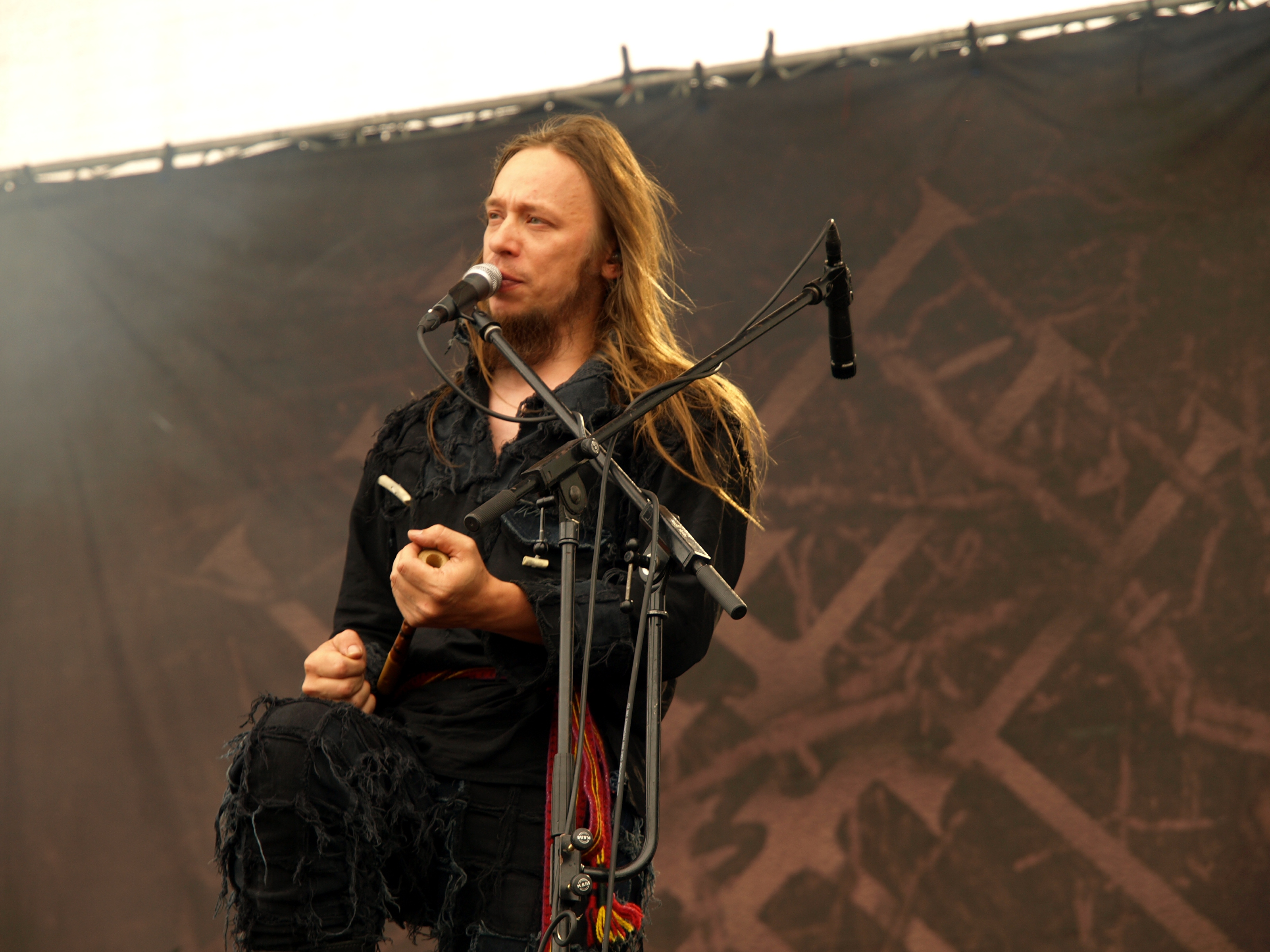
...och sjunger

## Diskografi

### Med  Messier
- Rõõmurikkuja - (1998)

### Med Metsatöll
Singlar
- "Hundi loomine" singel - (2002)
- "Ussisõnad"  singel - (2004)
- "Veelind" singel - (2008)
- "Merehunt" singel - (2008)
- "Vaid vaprust" singel - (2010)
- "Küü" singel - (2011)
- "Kivine maa" singel - (2011)
- "Lööme mesti" singel - (2013)
- "Tõrrede kõhtudes" singel - (2014)
- "Külmking" singel - (2014)
- "Vimm" singel - (2016)

Studioalbum
- Hiiekoda - (2004)
- Terast Mis Hangund Me Hinge 10218 - (2005)
- Iivakivi - (2008)
- Äio - (2010)
- Ulg - (2011)
- Karjajuht - (2014)

Split, samarbeten
- Mahtra Sõda Metsatöll/Tsõdsõpujaleelo - (2005)
- ...Suured koerad, väiksed koerad ... Metsatöll/Kukerpillid - (2008)

EP
- "Sutekskäija" EP - (2006)
- "Pummelung" EP - (2015)

Samlingsalbum
- Vana Jutuvestja Laulud - (2016)